# Foulayronnes
Foulayronnes è un comune francese di 5 273 abitanti situato nel dipartimento del Lot e Garonna nella regione della Nuova Aquitania.

## Società

### Evoluzione demografica
Abitanti censiti